# جفار

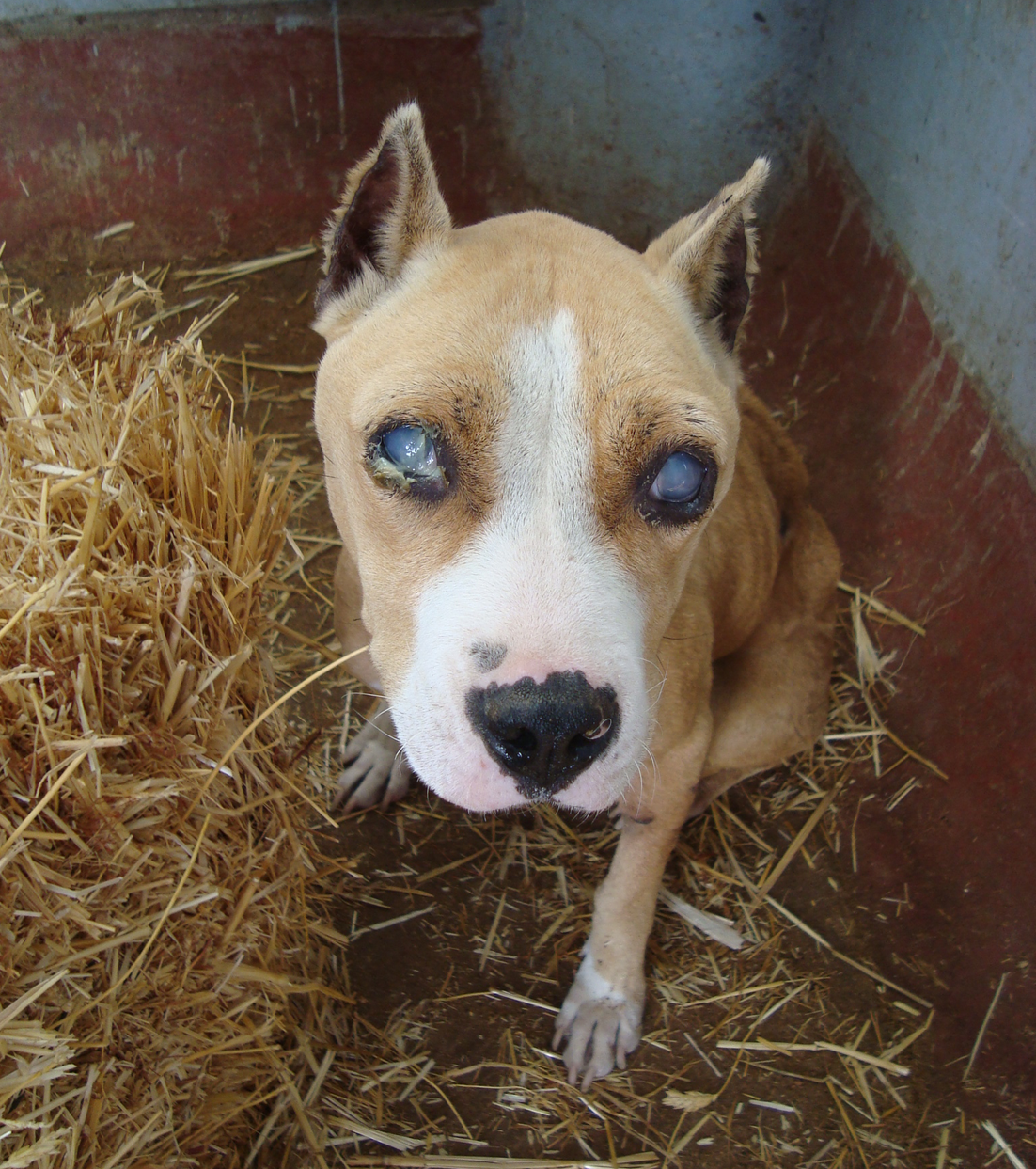
الجُفار (عدوى المثقبية الإيفانسية) في كلب تونسي

الجُفَار مرض يصيب الحيوانات الفقارية. هذا المرض ناتج عن المثقبيات الأولية ، وخاصة المثقبية الإيفانسية، من عدة أنواع تصيب دم المُضيف الفقاري، ما يسبب الحمى والضعف والخمول و يؤدي إلى فقدان الوزن وفقر الدم. يكون المرض مميتًا في بعض الحيوانات ما لم يُعالج.